# Björn Lilius
Björn Lilius (Helsingborg, 2 juni 1970) is een Zweeds voormalig voetballer die speelde als verdediger.

## Carrière
Lilius speelde eerst voor Malmö FF dan van 1990 tot 1993 voor Helsingborgs IF om te eindigen in 1996 bij Östers IF.
Hij was een jeugdinternational van Zweden en nam deel aan de Olympische Spelen 1992.
1 Ekholm ·
2 Johansson ·
3 Björklund ·
4 Apelstav ·
5 Alexandersson ·
6 Mild ·
7 P. Andersson  ·
8 Landberg ·
9 Furth ·
10 Rödlund ·
11 Brolin ·
12 Svensson ·
13 Jansson ·
14 Moberg ·
15 Lilius ·
16 Nilsson ·
17 A. Andersson ·
18 Simpson ·
19 Gudmundsson ·
20 Axeldal ·
Coach: N. Andersson